# Wolfgang Holzgreve
Wolfgang Holzgreve (* 15. Oktober 1955 in Möhnesee, Westfalen) ist ein deutscher Frauenarzt, Wissenschaftler und Manager. Er ist Professor für Gynäkologie und Geburtshilfe und war von 2012 bis 2024 Ärztlicher Direktor und Vorstandsvorsitzender am Universitätsklinikum Bonn. Jetzt ist er Aufsichtsratsvorsitzender am Universitätsklinikum Leipzig, Leiter des Health Care Management Programms an der Universität St. Gallen und in verschiedenen Mandaten im Gesundheitswesen tätig. 

## Leben
Holzgreve besuchte das altsprachliche Staatl. Archigymnasium in Soest, übersprang dort eine Klasse und erhielt den Schulpreis für das beste Abitur. Er studierte Medizin, wurde durch die Studienstiftung des Deutschen Volkes gefördert, und erlangte 1975 an der University of California, Berkeley den Grad eines Master of Science in der School of Public Health. Nach Abschluss seines Medizinstudiums an der Westfälischen Wilhelms-Universität Münster und der Promotion (summa cum laude) absolvierte er seine Facharztausbildung an der Universitäts-Frauenklinik in Münster und von 1982 bis 1984 ein Postdoctoral Fellowship an der University of California, San Francisco in Reproduktionsgenetik. Die Facharztanerkennung für Geburtshilfe erhielt er 1985, gleichzeitig die Zusatzbezeichnungen in Humangenetik und Sportmedizin.
1986 wurde Holzgreve zum Privatdozenten ernannt und 1987 durch das Land Nordrhein-Westfalen als Professor auf Lebenszeit berufen. Von 1995 bis 2008 war Holzgreve Ordinarius für Geburtshilfe und Gynäkologie und Vorsteher der Universitäts-Frauenklinik Basel. 2007 erwarb er den Titel MBA von der Lasalle University Philadelphia in deren Programm in Basel. Er lehnte Rufe ab u. a. als Abteilungsleiter (Division Chief) an der Stanford University, UCLA, Northwestern University Chicago und Chair positions / Ordinariate für Geburtshilfe und Gynäkologie an den Universitäten LMU München, Münster, Hannover (MHH), University of Manchester und St. George’s University London. Von 2008 bis 2010 war er Leitender Ärztlicher Direktor und Vorstandsvorsitzender des Universitätsklinikums Freiburg. In 2011 absolvierte er ein Sabbatical am Wissenschaftskolleg zu Berlin/Center for Advanced Study. Er war Ärztlicher Direktor und Vorstandsvorsitzender am Universitätsklinikum Bonn von 2012 bis 2024 und ist jetzt in vielen Mandaten im Medizinmanagement tätig. Das UKB hatte 2024 den zweithöchsten durchschnittlichen Fallschweregrad in Deutschland, über 100 Mio. Drittmittel und ein positives Jahresergebnis von +22 Mio. (2023: +21 Mio.)
Holzgreve ist jetzt Aufsichtsratsvorsitzender des Universitätsklinikums Leipzig, Beirat der Oldenburger Universitätsmedizin, Senior Adviser der Restrukturierungs- und Insolvenzmanagement Firma Advyce, Vorsitzender der Stiftung für das behinderte Kind, Stv. Vorsitzender der Stiftung für Frauengesundheit und Vorstandsmitglied der Stiftung Archemed-Kinder in Not. Holzgreve wurde 2025 vom deutschen Bundesministerium für Gesundheit in die Spezialisierte Ethik-Kommission für besondere Verfahren beim Bundesamt für Arzneimittel und Medizinprodukte (BfArM) gewählt und ist seit 2025 Leiter des Healthcare Management-Programms in der HBM Unternehmerschule der Universität St. Gallen.
Er hat 621 Publikationen in wissenschaftlichen Zeitschriften, sein Hirsch-Index ist 80 (Research.com), er ist Autor bzw. Herausgeber von 16 Büchern und hielt über 1.000 Vorträge auf wissenschaftlichen Kongressen. Er war bzw. ist Mitherausgeber von mehr als 15 Fachzeitschriften und war viele Jahre Editor in Chief der Zeitschrift Fetal Diagnosis and Therapy, Associate Editor beim International Journal of Gynecology and Obstetrics sowie International Editor beim American Journal of Obstetrics and Gynecology.
Holzgreve ist der Sohn von Ferdinand Holzgreve und Anni Holzgreve, geb. Heuschäfer, der Mediziner Alfred Holzgreve ist sein Bruder.

## Patente
- Echogener CVS Aspirationskatheter (Angiomed, Germany) „Non-invasive procedure for prenatal diagnosis of genetic anomalies“ (Patent No. 0597068)
- European Patent No. 01811266.4: “Human Mitochondrial DNA Nucleotides as Genetic Markers in Transfusion Medicine”
- European Patent No. 02405033.8: “Method for the Diagnosis of Chromosomal and/or Genetic Abnormalities”
- Syndrom-Benennung: Holzgreve-(Wagner-Rehder) Syndrome: Potter Sequence, heart defect, cleft palate, skeletal defect and polydactyly. Am J. Med. genet: 18: 177-82, 45: 767-69, 1993

## Preise / Ehrungen
- 1986: Preis der European Association of Perinatal Medicine, Preis der Deutschen Gesellschaft für Gynäkologie und Geburtshilfe
- 1989: Jahrespreis der Drs. Haackert-Stiftung zur Förderung der Pränatalen Medizin
- 1993: „Maternité“-Preis der Deutschen Gesellschaft für Perinatale Medizin[1]
- 1994: Aw Boon Haw Visiting Professor an der Universität Hong Kong
- 1995: Forschungspreis der Werner G. Gehring-Stiftung
- 2000: Professor h. c. am Yonsei Medical Research Center des Yonsei University College of Medicine
- 2001: Liley Medal der Internationalen Gesellschaft “Fetus as a Patient”, Aufnahme in die Leopoldina[2]
- 2004: Fellow ad eundem des Royal College of Obstetricians and Gynaecologists
- 2005: Francis-Crick-Medaille der Internationalen Akademie für Perinatale Medizin[3], Erich-Saling-Preis der World Association of Perinatal Medicine[4]
- 2007: Wahl zum Honorary Fellow des American Gynecological and Obstetrical Society (AGOS), Joseph-Price-Oration
- 2008: Drs. Haackert-Medaille für Verdienste im Bereich der Pränatalen Medizin, Goldmedaille der Karls-Universität Prag, Ehrenmitglied der Westfälischen Gesellschaft für Gynäkologie und Geburtshilfe
- 2011: Ehrenmitglied der Polnischen Gesellschaft für Gynäkologie und Geburtshilfe
- 2012: Ehrenmitglied der Nigerianischen Gesellschaft für Gynäkologie und Geburtshilfe
- 2013: Haackert-Vorlesung auf dem Deutschen Kongress für perinatale Medizin
- 2014: Health Media Award für innovative Kommunikationsstrategien im Gesundheitswesen
- 2016: Ehrenmitglied der ukrainischen Gesellschaft für Gynäkologie und Geburtshilfe
- 2018: Bundesverdienstkreuz 1. Klasse[5][6]
- 2020: Erich-Saling-Lecture auf dem Perinatalkongress Berlin über NIPT
- 2021: Ehren - Vorsitzender der Gesundheitsregion Köln - Bonn
- 2023: „Manager des Jahres“ Thieme Management Award[7]

Holzgreve wurden 14 Ehrendoktorate verliehen.

## Mitgliedschaften
- Schweizerische Gesellschaft für Gynäkologie und Geburtshilfe (gynécologie suisse) – ehemaliger Präsident[9]
- Deutsche Gesellschaft für Reproduktionsmedizin – ehemaliger Präsident[10]
- Deutsche Gesellschaft für Perinatale Medizin – ehemaliger Präsident[11]
- International Society „The Fetus as a Patient“ – ehemaliger Präsident[12]
- World Association of Perinatal Medicine – Vorsitzender des Scientific Committee
- European Board and College of Obstetrics and Gynecology (EBCOG) – Secretary General and Treasurer
- Publication Committee der International Federation of Gynecology and Obstetrics (FIGO) – Präsident
- Officer and Treasurer, International Federation of Gynecology and Obstetrics (FIGO)
- Akkreditierter Vertreter der FIGO bei der UN und WHO in Genf
- Verwaltungsrat – Mitglied im Uni-Club Bonn
- Vorstandsmitglied Archemed-Kinder in Not
- Stiftungsrat der Stiftung „Frauengesundheit“
- Mitglied im swissmom-Patronatskomitee
- Vorsitzender Gesundheitsregion Köln/Bonn
- Vorstandsvorsitzender der Stiftung für das behinderte Kind
- Mitglied im Kuratorium für das Beethovenhaus/Museum in Bonn
- Aufsichtsratsvorsitzender[13] des Universitätsklinikums Leipzig
- Vorstandsmitglied Institut für Wissenschaft und Ethik, Universität Bonn
- Spezialisierte Ethikkommission zur Bewertung von Anträgen auf die Genehmigung von klinischen Prüfungen beim Bundesministerium rür Gesundheit

## Veröffentlichungen (Auswahl)
Zeitschriften Artikel
- W. Holzgreve, J. C. Carey, B. D. Hall: Warfarin induced fetal abnormalities. In: Lancet i. 1976, S. 914–915.
- W. Holzgreve, M. S. Golbus: Amniotic fluid acetylcholinesterase as a prenatal diagnostic marker for upper gastrointestinal atresias. In: Am. J. Obstet. Gynecol. Band 147, 1983, S. 837.
- W. Holzgreve, M. S. Golbus: Prenatal diagnosis of ornithine transcarbamylase deficiency utilizing fetal liver biopsy. In: Am. J. Hum. Genet. Band 36, 1984, S. 320–328.
- W. Holzgreve, S. A. Schonberg, R. G. Douglas, M. S. Golbus: X-chromosome hyperploidy in couples with multiple spontaneous abortions. In: Obstet. Gynecol. 63, 2, 1984, S. 237–240.
- W. Holzgreve, H. Wagner, H. Rehder: Bilateral renal agenesis with Potter phenotype, cleft palate, anomalies of the cardiovascular system, skeletal anomalies including hexadactyly and bifid metacarpal. A new syndrome? In: Am. J. Med. Genet. Band 18, 1984, S. 177–182.
- W. Holzgreve, C. J. R. Curry, M. S. Golbus, P. W. Callen, R. A. Filly, J. C. Smith: Investigating of nonimmune hydrops fetalis. In: Am. J. Obstet. Gynecol. Band 150, 1984, S. 805–812.
- B. Holzgreve, P. C. Goldsmith, W. Holzgreve, M. S. Golbus: A monoclonal antibody micromethod for studying fetal lymphocytes: potential for prenatal diagnosis of inherited immunodeficiencies. In: J. Reprod. Immunol. Band 6, 1984, S. 341–344.
- W. Holzgreve, P. Miny, B. Gerlach, A. Westendorp, J. Horst: Benefits of placental biopsies for rapid karyotyping in the second and third trimesters (late CVS) in high-risk pregnancies. In: Am. J. Obstet. Gynecol. Band 162, 1990, S. 1188–1192.
- W. Holzgreve, S. Tercanli, K. Pietrzik: Vitamins to prevent neural tube defects. In: Lancet i. Band 338, 1991, S. 639–640.
- W. Holzgreve, S. Tercanli, H. P. G. Schneider, P. Miny: Prenatal karyotyping: when, how and whom? In: Ultrasound Obstet. Gynecol. Band 2, 1992, S. 64–69.
- F. De la Cruz, H. Shifrin, S. Elias, J. L. Simpson, L. Jackson, K. Klinger, D. W. Bianchi, S. H. Kaplan, M. I. Evans, D. Gänshirt, W. Holzgreve: Prenatal diagnosis by use of fetal cells isolated from maternal blood. In: Am. J. Obstet. Gynecol. Band 173, 1995, S. 1354–1355.
- W. Holzgreve, S. Hahn: Novel molecular biological approaches for the diagnosis of preeclampsia. In: Clin Chem. Band 45, 1999, S. 451–452.
- W. Holzgreve, S. Hahn: Editorial: Fetal Cells in Maternal Circulation. What is the Relationship to Obstetrics Ultrasound? In: Ultrasound Obstet. Gynecol. Band 17, 2001, S. 1–3.
- W. Holzgreve: Fetal Anomalies-From prenatal diagnosis to therapy. In: J. Perinat. Med. Band 46, Nr. 9, 2018, S. 951–952.

Bücher
- W. Holzgreve: Pränatale Medizin. Springer Verlag, Heidelberg/ New York 1987.
- W. Holzgreve, P. Miny: Chorionzottendiagnostik. Edition Medizin, Weinheim/ Deerfield Beach 1987.
- C. Sohn, W. Holzgreve: Ultraschall in Gynäkologie und Geburtshilfe. Thieme, Stuttgart 1995. (>8.000 Exemplare der deutschen 1. Auflage; zusätzlich italienische und spanische Ausgabe, 1997)
- K. Diedrich, W. Holzgreve, W. Jonat, K. T. M. Schneider: Lehrbuch der Geburtshilfe und Gynäkologie. Springer-Verlag, Heidelberg 2000. (Nachfolge des Buches von Knörr, Knörr-Gärtner, Beller und Lauritzen)
- W. Holzgreve, M. Lessl: Stem cells from cord blood, in utero stem cell development and transplantation inclusive gene therapy. (= Ernst Schering Research Foundation Workshop. 33). Springer-Verlag, Heidelberg/ Berlin 2001, ISBN 3-540-67701-1.
- M. Harrison, M. Evans, S. Adzick, W. Holzgreve: The unborn patient. 3., völlig überarbeitete Auflage. Harcourt Health Science, Saunders, Philadelphia 2001, ISBN 0-7216-8446-7.
- J. Sciarra, W. Holzgreve, S. Arulhumaran, D. Bloomer: Global Library of Women’s Medicine, Online Textbook of Obstetrics and Gynecology with an emphasis on the needs of developing countries. 2010.